# سلاتینا (استان لووچ)
سلاتینا (به بلغاری: Slatina) یک منطقهٔ مسکونی در بلغارستان است که در شهرستان لووچ واقع شده‌است.